# Kompaktna fluorescentna sijalka
Kompaktna fluorescentna sijalka, pogosto imenovana tudi varčna žarnica, je pomanjšan tip fluorescentnih sijalk, razvit kot bolj učinkovit nadomestek žarnic z žarilno nitko.  
Izdelane so kot neposredna zamenjava klasičnih žarnic, zato so narejene za montažo v podnožja, namenjena klasičnim žarnicam (Edisonov navoj), svetlobna cev pa je zvita v spiralo ali obliko črke U, da se zmanjšajo njene dimenzije. Kompaktne sijalke uporabljajo tudi bolj učinkovit fosforni sloj znotraj svetlobne cevi, da se zagotovi zadostna moč svetlobe pri bistveno manjših dimenzijah od fluorescentnih sijalk. Modeli, namenjeni neposredni zamenjavi žarnic na žarilno nitko, vsebujejo tudi elektronsko breme, ki skrbi za zagon in obratovanje sijalke.
Kompaktne fluorescentne sijalke so začele nastajati v sedemdesetih letih dvajsetega stoletja kot odgovor na energetsko krizo, vendar se zaradi težav pri izdelavi niso uveljavile nekje do sredine 80. let.  
Do 31. decembra 2012 je bilo v EU potrebno vse žarnice z žarilno nitko nadomestiti z ustreznimi varčnimi sijalkami. Začelo se je pri najmočnejših: od 1. septembra 2009 naprej trgovci niso smeli več prodajati klasičnih žarnic z močjo nad 100 W, kasneje so se ukinile tudi žarnice manjših moči.

Nove sijalke so bile sicer varčnejše, toda na njihove prednosti mečejo senco nekatere neprijetne lastnosti - med drugimi vsebujejo živo srebro, kar zahteva ločeno zbiranje odsluženih sijalk, oddajajo pa tudi manjši del svetlobe v modri barvi in tudi v UV spektru. Problem pri zgodnejših modelih je bila tudi zelo nenaravna barva svetlobe, ki je bila mnogim moteča. Kompaktne sijalke tudi potrebujejo nekaj časa za dosego polne svetilnosti, pogosti vklopi pa lahko močno skrajšajo njihovo življenjsko dobo.

Zaradi slabih lastnosti in razvoja tehnologije LED razsvetljave so se kompaktne sijalke pričele opuščati, v EU je s 1. septembrom 2021 začela veljati prepoved uvoza, proizvodnje in prodaje varčnih sijalk.

## Živo srebro v sijalkah
Medicinske raziskave kažejo, da večje količine živega srebra poškodujejo centralni živčni sistem (kar se kaže z zmanjšanjem umskih sposobnosti ter vedenjskimi in osebnostnimi motnjami) in ledvice. V skladu z evropsko zakonodajo varčne sijalke lahko vsebujejo 3 mg živega srebra, torej 3- do 5 krat manj kot fluorescenčne cevi (pogosto napačno imenovane neonke). Količina je resda majhna, vendar bi pri daljši izpostavljenosti (npr. vdihavanje hlapov v zaprtem prostoru) prekoračila priporočeno dopustno mejo. Raziskave kažejo, da se živčne motnje začnejo pojavljati pri koncentraciji med 15 in 30 mikrogrami na kubični meter zraka.
Vsekakor pa pri fluorescentnih sijalkah nevarnost zastrupitve z živim srebrom ni velik problem, saj je možnost da se žarnica razbije zelo majhna.

### Vpliv na okolje
Francoska Agencija za okolje in obvladovanje energije je izračunala, da je na njihovem trgu že približno 30 milijonov varčnih sijalk. Pri 3 mg na sijalko to nanese 90 kg živega srebra, kar je le 1,1% od 7,9 tone porabljenih v Franciji leta 2006.

## Poraba
Ker spremenijo precej več električne energije v vidno svetlobo kot v toploto, te sijalke potrebujejo za enako svetilnost 4 - 5-krat manj električne energije kot klasične žarnice in imajo v povprečju 8-krat daljšo življenjsko dobo. Čeprav je njihova nabavna cena bistveno višja, pa vsakemu gospodinjstvu prehranijo nekaj deset evrov na leto.

## Nevarnost UV sevanja
Leta 2007 je Evropska komisija ustanovila posebno znanstveno skupino, ki naj bi raziskala ozadje pritožb da uporaba varčnih sijalk povzroča različne zdravstvene težave (bolezenski znaki naj bi se gibali od migren do kožnih bolezni do epilepsije). V obširni raziskavi, ki jo je skupina objavila septembra 2008, je bil odgovor na temeljno vprašanje, ali uporaba varčnih sijalk poslabšuje simptome nekaterih bolezni, negativen. Kljub temu pripominja, da v nekaterih skrajnih primerih (dolgotrajna izpostavitev na razdalji manj kot 20 cm) UV-sevanje doseže mejo, ki je ne smemo preseči brez nevarnosti za kožo in očesno mrežnico. V celotni Evropski uniji bi utegnilo imeti kakršne koli zdravstvene težave zaradi UV-sevanja v najslabšem primeru največ 250.000 ljudi, kar pomeni 0,05% vsega prebivalstva. Poročilo ob zaključku tudi ugotavlja, da uporaba sijalk z dvojim plaščem - torej tistih, ki imajo obliko klasične žarnice - odpravi praktično vse tveganje.

## Elektromagnetno sevanje
Podatki o tem se opirajo na raziskavo, ki sta jo leta 2007 na Politehniki v španski Valencii izvedli dve civilni ustanovi, španska Arca Iberica in francoski Center za neodvisno raziskavo in informacije o elektromagnetnem sevanju. Ta je pred dvema letoma v alarmantnem poročilu oznanil, da varčne sijalke ustvarjajo močna elektromagnetna polja, ki kvarno vplivajo na naprave in ljudi v okolici. Preiskavo so izvedli na prošnjo zdravnikov, ki so opazili, da se pri srčnih spodbujevalnikih v bližini prižganih varčnih sijalk pojavljajo motnje. Takoj ko so sijalke ugasnili so motnje izginile. Po trditvah centra naj bi elektronika v varčnih sijalkah z močjo od 11 do 20 W na oddaljenosti 20 cm ustvarjala električno polje z jakostjo od 4 do 180V/m, ki bi padlo na običajno vrednost ozadja 0,2V/m šele na razdalji 1m od sijalke, to pa naj bi bila tudi nevarna razdalja po priporočilih CREIIEM. Opominjajo še, da se ob vključitvi sijalke pojavljajo napetostne konice od 100 do 300V/m, ki motijo medicinske vsadke. Izmerjene vrednosti naj ne bi presegale 87V/m, ki jo je evropska komisija že leta 1999 priporočila kot mejno vrednost.
VIRI:
http://www.e-lumen.eu Arhivirano 2009-12-12 na Wayback Machine.
http://ec.europa.eu/news/energy/090901_sl.htm
http://www.criirem.org
http://www.pozitivke.net/article.php/20071210170140444
http://www.pozitivke.net/article.php/20071221183819950
http://www.ps-promis.si/index.php/izdelki/govena/kaj-moramo-vedeti-prei-nakupu-varne-arnice%5B%5D
http://www.initiative.cc/
http://www.rtvslo.si/znanost-in-tehnologija/naj-sveti-zarnica-ze-130-let/215155